# 颂歌书
颂歌之书是一本仅见于东正教圣经中圣经书，在阿尔弗雷德·拉尔夫的七十士译本评注版的诗篇之后收录或追加，来自5世纪的亚历山大抄本。这些章节是来自旧约和新约的祈祷文和歌曲（颂歌）。其中的前九首构成了在晨祷和其他仪式中唱的圣歌的基础。

## 内容
Rahlfs 介绍的这本书的章节是： 
1. 摩西的第一首颂歌（出埃及记 15:1-19）
2. 摩西的第二首颂歌（申命记 32:1-43）
3. 撒母耳母亲哈拿的祷告（撒母耳记上 2:1-10）
4. 哈巴谷祷告（哈巴谷书 3:2-19）
5. 以赛亚的祷告（以赛亚书 26:9-20）
6. 约拿的祷告（约拿书 2:3-10）
7. 亚撒利雅的祷告（但以理书 3: 26-45 ，次经部分）
8. 三少年之歌（但以理书 3:52-90，副正典部分）
9. 尊主頌；圣母玛丽亚的祷告（路加福音 1:46-55）
10. 撒迦利亚的赞美诗（英语：Benedictus (canticle)）（路加福音 1:68-79）
11. 葡萄园之歌：以赛亚的颂歌（以赛亚书 5:1-7）
12. 希西家的祷告（以赛亚书 38:10-20）
13. 犹大王玛拿西被俘虏在巴比伦时的祷告（参考 2 历代志 33:11-13，也作为单独的次级经书出现）
14. 赞歌; 西缅的祷告（路加福音 2:29-32）
15. 荣归主颂 ；清晨颂歌（路加福音 2:14 和诗篇 35:10-11、118:12 和 144:2 中的一些诗句）

## 也可以看看
- 东正教中的次經书籍
- 所罗门颂